# Buenos Aires (Chiapas)
Buenos Aires es una localidad del estado mexicano de Chiapas. Es parte del municipio de Mazatán.

## Demografía
| Gráfica de evolución demográfica |
|                                  |

| Censo | Población |
| ----- | --------- |
| 1950  | 445       |
| 1960  | 1 016     |
| 1970  | 1 929     |
| 1980  | 3 023     |
| 1990  | 3 289     |
| 2000  | 3 595     |
| 2010  | 4 260     |
| 2020  | 4 445     |